# José Galván Rodríguez
José Galván Rodríguez (ur. 24 kwietnia 1905 w Puebla de Cazalla, zm. 27 września 1989 w Kadyksie) – hiszpański introligator.
Od najmłodszych lat mieszkał w Kadyksie, gdzie uczył się w szkole salezjańskiej, i gdzie później założył warsztat introligatorski. W 1953 roku zdobył medal honorowy na Międzynarodowej Wystawie w Madrycie. Utrzymywał kontakt z kilkoma znanymi introligatorami sceny europejskiej, takimi jak Therese Moncey czy Jules Fache. W 1971 roku wstąpił do Międzynarodowego Stowarzyszenia Europejskich Artystów Introligacji. Rada Miasta Kadyksu ustanowiła nagrodę za oprawę artystyczną, która nosi jego imię.